# Luděk Štarch
Luděk Štarch (10. března 1951 – 5. března 1979) byl český fotbalista, útočník. Zemřel tragicky.

## Fotbalová kariéra
V československé lize hrál za LIAZ Jablonec, Bohemians Praha a SU Teplice. Nastoupil v 64 ligových utkáních a dal 8 ligových gólů. Ve druhé nejvyšší soutěži hrál i za Spartak Hradec Králové. V Poháru UEFA nastoupil v roce 1975 za Bohemians v zápase proti Honvédu Budapešť.

## Ligová bilance
| Ročník                                     | Zápasy | Góly | Klub                   |
| ------------------------------------------ | ------ | ---- | ---------------------- |
| 1. československá fotbalová liga 1974/1975 | 29     | 4    | LIAZ Jablonec          |
| 1. československá fotbalová liga 1975/1976 | 8      | 0    | Bohemians Praha        |
| 1. československá fotbalová liga 1976/1977 | 21     | 4    | SU Teplice             |
| 1. československá fotbalová liga 1977/1978 | 6      | 0    | SU Teplice             |
| Česká národní fotbalová liga 1977/1978     | -      | -    | Spartak Hradec Králové |
| CELKEM 1. liga                             | 64     | 8    |                        |